# Wlasis Rassias
Wlasis G. Rassias (gr. Βλάσης Γ. Ρασσιάς; ur. 22 kwietnia 1959 w Atenach, zm. 7 lipca 2019) – grecki pisarz, publicysta i znawca antycznej kultury greckiej, autor kilkunastu książek o starożytnych religiach politeistycznych, ze szczególnym uwzględnieniem przedchrześcijańskiej religii starożytnej Grecji, współzałożyciel i redaktor kilku greckich czasopism prasy niezależnej promujących rekonstrukcjonizm helleński, m.in. Speakout (1979), Anichti Poli (gr. Ανοιχτή Πόλη, 1980-1993), Diipetes (gr. Διιπετές, 1991-2005). Współzałożyciel Światowego Kongresu Religii Etnicznych. Od początku lat dziewięćdziesiątych XX wieku, w Grecji i na świecie, prowadził wykłady na temat religii starogreckiej, Związany z Najwyższą Radą Hellenów.

## Prace
- Perí ton Patróon Theón (Περί των Πατρώων Θεών), Athína, 2002
- Eortés kie Ieropraksíes ton Ellínon (Εορτές και Ιεροπραξίες των Ελλήνων), Athína 2002
- Mia... Istoría Agápis (Μια... Ιστορία Αγάπης), Athína 2005
- «Thírathen» Filosofikó Leksikó («Θύραθεν» Φιλοσοφικό Λεξικό), Athína 2006